# Fraga (Lobera)
Fraga (llamada oficialmente San Bartolomeu da Fraga) es una parroquia y un lugar del municipio español de Lobera, en la provincia de Orense, Galicia.

## Toponimia
La parroquia también es conocida por el nombre de San Bartolomé de Fraga.

## Organización territorial
La parroquia está formada por una entidad de población:
- A Fraga

## Demografía
Gráfica demográfica del lugar y parroquia de Fraga según el INE español:
| Gráfica de evolución demográfica de Fraga entre 2000 y 2022 |
|                                                             |
| Datos según el nomenclátor publicado por el INE.            |